# 梅登黑德站
梅登黑德站（英語：Maidenhead railway station）是英國的一個鐵路車站，位於英格蘭伯克郡梅登黑德，距離倫敦帕丁頓車站約39公里。本站為大西部主線和馬洛支線兩條鐵路的交匯站。